# 梁正雄
梁正雄（ヤン・ジョンウン、1968年 - ）は、韓国の演出家。ソウル芸術大学文学創作科卒業。戯曲「美室」でデビュー。
1996年劇団旅行者を設立。BeSeTo演劇祭の韓国代表。2018年平昌オリンピック開・閉会式の総合演出。

## 作品
- トロイアの女（2005、中国 鄞州文化芸術中心大劇院）- 宮城聰共同演出
- 夏の夜の夢（2006、イギリス バービカン・センター）
- ソヒャンの結婚～天生縁分～（2007、東京文化会館）

- 焼肉ドラゴン（2008、新国立劇場）- 第8回朝日舞台芸術賞
- ハムレット（2009、韓国 明洞芸術劇場）
- 想思夢（2011、シアターぷらっつ江坂）
- イフィゲーニエ（2016、ベルリン ドイツ座）
- ペール・ギュント（2017、世田谷パブリックシアター）